# 阿部市郎兵衛 (5代)
阿部 市郎兵衛 (5代)（あべ いちろべい (ごだい)、明和4年（1767年） - 天保6年（1835年））は、江戸時代中期の近江商人。屋号は紅屋。

## 生涯
5代阿部市郎兵衛は、明和4年（1767年）に近江国神崎郡能登川村（現・滋賀県東近江市能登川町）に生まれ、名は常省と言った。4代市郎兵衛専祐の長子とされるが、一部資料では弟とも記されている。家督を相続する前に、4代市郎兵衛の許しを得て、蝦夷地で雑穀など肥料を仕入れ、奥羽では家業である紅染めの修行を行うと共に原種の紅花を仕入れ、丹後で縮緬を調達したとの記録が残る。
5代市郎兵衛が当主となった後、享保年間（1716年-1735年）から扱いが途絶えていた麻布の商いを復活したとされる。また、売り出しより3カ月、6カ月と客の要望に応じて利子を付けて延べ払いに応じる商売を行ったところ、その利便性から盛況となり、利子分の収入も加えて大いに儲けたと伝えられる。5代市郎兵衛は儲けた資金をもって商品の開発に力を入れ、寛政5年（1793年）奥州の紅花をもって紅染め布を創製し、享和3年（1803年）に紅絞り布を生み出した。
天保6年（1835年）死去し、長子が6代市郎兵衛となった。